# Raymond Schmittlein
Raymond Schmittlein, né le 19 juin 1904 à Roubaix (Nord) et décédé le 29 septembre 1974 à Felon (Territoire de Belfort), est un homme politique et toponymiste français.

## Biographie
Germaniste, il étudia l’allemand, mais aussi le finnois, le russe et l’anglais. Avant-guerre, il fut inspecteur de l’enseignement français à l’étranger. Il enseigna à Kaunas, Stockholm et Rīga. Il eut également une certaine influence dans le domaine de la toponymie française (souvent cité par Albert Dauzat) et lituanienne. Il participa à la bataille de Narvik, puis rallia les Forces françaises libres à Londres. Il organisa un service de renseignement au Liban et en Syrie et devint le speaker d’un poste clandestin. De Gaulle le chargea de réunir toutes les forces de résistances de l’Outre-mer. Il participa ensuite aux campagnes d’Italie et de France. Il atteignit Belfort avec la Première armée. Il fut chargé par De Gaulle de se rendre à Kouïbichev afin d’obtenir la reconnaissance du GPRF par les Soviétiques et la libération des Alsaciens et Lorrains enrôlés dans la Wehrmacht. En 1943-1944, il fit partie du cabinet du général.
De 1945 à 1951, ce fut le directeur général des affaires culturelles dans la zone d’occupation française en Allemagne. Grâce à son action, des institutions qui existent toujours furent fondées : l'Université Johannes Gutenberg de Mayence, l'École supérieure des sciences administratives de Spire, l'École d'interprètes de Germersheim, l'Institut d'histoire européenne de Mayence, entre autres.
En 1951, il fut élu député RPF du Territoire de Belfort. Il s’intéressa particulièrement aux affaires coloniales et aux questions d’enseignement. Il resta fidèle au gaullisme et fit partie du groupe URAS après l’éclatement du groupe parlementaire. Il fut ministre chargé des États associés (Indochine) pendant un jour dans le gouvernement Joseph Laniel (2) (1er juin 1954), puis de la Marine marchande dans le gouvernement Pierre Mendès France du 20 janvier au 23 février 1955.
Battu en 1956, il regagna son siège de député (UNR) en 1958 et présida le groupe parlementaire gaulliste de 1960 à 1962. Il fut aussi vice-président de l'association France-URSS de l'Assemblée et membre de la Présidence nationale de cette association. Réélu en 1962 comme UNR-UDT, il fut vice-président de l’Assemblée nationale. Battu en 1967, il siégea ensuite au Conseil économique et social puis rejoignit le Mouvement Réformateur en 1973.
Pierre Viansson-Ponté écrit de lui qu’il était « hautain, cinglant, bouillonnant d’idées qui s’entrechoquent à grand fracas » et mentionne les « batailles homériques avec le leader progressiste Dreyfus-Schmidt pour la mairie de Belfort ou le siège de député ».

## Œuvres
- Édition critique de l'essai autobiographique de J. W. Goethe, Le Siège de Mayence (éditions Art et Science, 1951)
- Circonstances et causes de la mort du Christ, Bade, Éditions art et science, 1950, 105 p.
- Mythes et religions des Baltes.
- Avec César en Gaule, Paris, Éditions d'Artrey, 1970.
- Des études sur Napoléon, Prosper Mérimée, Fénelon, Bossuet, la Lituanie.